# 身ごもり契約花嫁〜ご執心社長に買われて愛を孕みました〜
『身ごもり契約花嫁～ご執心社長に買われて愛を孕みました～』（みごもりけいやくはなよめ～ごしゅうしんしゃちょうにかわれてあいをはらみました～）は、砂川雨路による日本のライトノベル。ラストは龍本みおが担当している。マーマレード文庫（ハーパーコリンズ・ジャパン）より2020年12月に刊行されている。第5回（2022年）電子コミック大賞ラノベ部門受賞作。
マーマレードコミックス（ハーパーコリンズ・ジャパン）より、秋月綾によるコミカライズが2021年12月から2024年4月まで連載された。

## あらすじ
久谷まどかは、経営が傾き始めた父の繊維専門商社クタニとその社員を守るため、会社の合併を提案してきた『二藤商事』の社長・名瀬斗真と政略結婚をする。合併の目的はクタニの利権と跡取りだとまどかは斗真に宣言され、初夜を迎えた。横暴な男との愛のない結婚のはずだったが、結婚生活の中でまどかは斗真の不器用な愛を知ることに。そんな中、まどかの妊娠が発覚する。

## 登場人物
声は、ボイスコミックのキャスト。
久谷まどか
声 - 清都ありさ
繊維専門商社クタニの令嬢。
名瀬斗真
声 - 佐藤拓也
二藤商事の社長。
名瀬圭
声 - 野上翔
二藤商事の副社長。斗真の叔父。
那須野桜
声 - 涼本あきほ

## 既刊一覧

### 小説
- 砂川雨路（著） / 龍本みお（イラスト） 『身ごもり契約花嫁～ご執心社長に買われて愛を孕みました～』 ハーパーコリンズ・ジャパン〈マーマレード文庫〉、2020年12月10日発売[1]、ISBN 978-4-596-41379-6

### 漫画
- 砂川雨路（原作） / 秋月綾（作画） 『身ごもり契約花嫁～ご執心社長に買われて愛を孕みました～』 ハーパーコリンズ・ジャパン〈マーマレードコミックス〉、全4巻
  1. 2022年7月15日発売[2]、ISBN 978-4-596-01974-5
  2. 2023年3月17日発売[3]、ISBN 978-4-596-01976-9
  3. 2023年9月15日発売[4]、ISBN 978-4-596-52450-8
  4. 2024年5月17日発売[5]、ISBN 978-4-596-82386-1

## ボイスコミック
キャスト： 佐藤拓也、清都ありさ、野上翔、涼本あきほ
1話…政略結婚相手と子作りするために私は身を捧げる
2話…愛が無い結婚のハズなのに…夫は私に優しくキスをして♡